# Melodifestivalen 50 år - Favoriter
Melodifestivalen 50 år - Favoriter är en VHS/DVD från 2005 med 52 bidrag fram till 2004 som inte vann den svenska Melodifestivalen. Här finns låtarna i sin helhet samt artistintervjuer, humoristiska inslag och sketcher. Urvalet är gjort av Christer Björkman och manuset är skrivet av Anna Bromee (även producent & klippare), Edward af Sillén och Daniel Rehn. Programledaren är Christer Björkman.

## Låtar
1. 100% – Lotta Engberg + Triple & Touch (1988)
2. En sensation – Peter Jöback (1990)
3. Du (öppnar min värld) – Lisa Nilsson (1989)
4. Driver dagg faller regn – Andreas Lundstedt (1996)
5. Som om himlen brann – Lizette Pålsson & Bizazz (1992)
6. Vem e' de' du vill ha – Kikki, Bettan & Lotta (2002)
7. Dansa i neon – Lena Philipsson (1987)
8. Bang en boomerang – Svenne & Lotta (1975)
9. Genom eld och vatten – Sarek (2003)
10. Alexandra – Sound of Music (1987)
11. Alexander – Mona Grain (1960)
12. Säg det med en sång – Lena Andersson (1972)
13. Christina dansar – Ann-Louise Hanson (1967)
14. När min vän – Monica Zetterlund (1962)
15. Växeln hallå – Janne "Lucas" Persson (1980)
16. Anropar försvunnen – Hanna Hedlund (2000)
17. Hallå hela pressen – Chattanooga (1982)
18. Fröken ur sång – Titti Sjöblom (1974)
19. Michelangelo – Björn Skifs (1975)
20. Se mig – Barbados (2000)
21. Ett liv med dej – Towe Jaarnek (1991)
22. Det vackraste – Cecilia Vennersten (1995)
23. Ska vi plocka körsbär i min trädgård – Ann-Christine Bärnsten (1975)
24. Högt över havet – Arja Saijonmaa (1987)
25. ABC – Anna Book (1986)
26. (Du är så) Yeah Yeah Wow Wow – Martin Svensson (1999)
27. Jag ger mig inte – Eva Dahlgren (1980)
28. We Are All the Winners – Nick Borgen (1993)
29. Miss Decibel – Lasse Holm, Kikki Danielsson & Wizex (1978)
30. Adrenaline – Méndez (2002)
31. Mitt i ett äventyr – Carola Häggkvist (1990)
32. Upp över mina öron – Eriksson/Glenmark (1989)
33. Min kärlek – Shirley Clamp (2004)
34. Symfonin – Loa Falkman (1990)
35. Johnny the Rucker – Magnus Uggla Band (1979)
36. Det är kärlek – Siw Malmkvist (1988)
37. Okey Okey! – Lili & Susie (1989)
38. Not a Sinner nor a Saint – Alcazar (2003)
39. Twist till menuett – Lars Lönndahl (1963)
40. 1 + 1 = 2 – Ben Air (1985)
41. Crazy in Love – Jill Johnson (2003)
42. Piccadilly Circus – Pernilla Wahlgren (1985)
43. Kom och ta mig – Brandsta City Släckers (2002)
44. Minns du Hollywood – Tomas Ledin (1977)
45. Dover–Calais – Style (1986)
46. I annorlunda land – Glenmarks (1974)
47. La dolce vita – After Dark (2004)
48. Nattens drottning – Haakon Pedersen & Elisabeth Berg (1989)
49. Hon kommer med solsken – Östen med Resten (2002)
50. Stjärna på himmelen – Drömhus (1999)
51. Avundsjuk – Nanne Grönvall (1998)
52. Min kärlekssång till dig – Lasse Berghagen (1974)

## Artistintervjuer
- Anna Book
- Ann-Christine Bärnsten
- Magnus Carlsson
- Shirley Clamp
- Eva Dahlgren
- Nanne Grönvall
- Ann-Louise Hanson
- Lasse Holm
- Carola Häggkvist
- Jill Johnson
- Siw Malmkvist

## Bonusmaterial
Schlagermedleyt från Melodifestivalen 2000 i Göteborgsoperan, Göteborg.

### Fotnoter
1. ↑  ”Melodifestivalen 50 år : 50 favoriter”. Svensk mediedatabas. 25 februari 2005. http://smdb.kb.se/catalog/id/002004635. Läst 25 september 2016.